# Liste von Jazzmusikern/H
| Abk.  | Instrument           |
| ----- | -------------------- |
| acc   | Akkordeon            |
| acl   | Altklarinette        |
| afl   | Altflöte             |
| arr   | Arrangement          |
| as    | Altsaxophon          |
| b     | Bass                 |
| bar   | Baritonsaxophon      |
| bcl   | Bassklarinette       |
| bjo   | Banjo                |
| bl    | Bandleader           |
| bo    | Bongo                |
| bs    | Basssaxophon         |
| cl    | Klarinette           |
| clo   | Cello                |
| comp  | Komponist            |
| cond  | Dirigent             |
| cor   | Kornett              |
| dr    | Schlagzeug           |
| eh    | Englischhorn         |
| ep    | Elektronisches Piano |
| fg    | Fagott               |
| fl    | Flöte                |
| flh   | Flügelhorn           |
| frh   | Frenchhorn           |
| gisy  | Gitarrensynthesizer  |
| git   | Gitarre              |
| gl    | Glockenspiel         |
| har   | Mundharmonika        |
| harp  | Harfe                |
| kb    | Kontrabass           |
| keyb  | Keyboard             |
| lyra  | Lyra                 |
| mando | Mandoline            |
| mar   | Marimba              |
| obo   | Oboe                 |
| org   | Orgel                |
| p     | Piano                |
| perc  | Perkussion           |
| picb  | Piccolobass          |
| pictp | Piccolotrompete      |
| reeds | Holzblasinstrumente  |
| sax   | Saxophon             |
| ss    | Sopransaxophon       |
| syn   | Synthesizer          |
| tb    | Tuba                 |
| th    | Tenorhorn            |
| tp    | Trompete             |
| trb   | Posaune              |
| ts    | Tenorsaxophon        |
| tt    | Turntables           |
| vib   | Vibraphon            |
| viola | Viola                |
| vl    | Violine              |
| voc   | Gesang               |

Diese Liste ist eine Unterseite der Liste von Jazzmusikern.

## Haa – Ham
- Johannes Haage git, comp
- Ivo Haarla p
- Lionel Haas p
- Jukka Haavisto b, comp
- Kerstin Haberecht as, comp
- Clara Haberkamp p, voc, comp
- Ilona Haberkamp as, comp
- Thomas Haberkamp as, ss, comp, cond
- Andi Haberl dr, voc
- Ivan Habernal b, comp
- Max Hacker as, ss, ts, cl
- Bobby Hackett tp
- Franz Hackl tp
- Lou Hackney kb
- Stu Hacohen acc, sax, b, p, arr, comp
- Jamey Haddad perc
- Charlie Haden b
- Andy Haderer tp flgh
- Kwame Hadi tp
- Richard Hadlock cl, ss
- Billy Hadnott kb
- Olli Häme, bl, b
- Petter Hängsel  trb
- Harald Haerter git, bl
- Lutz Häfner sax, fl
- Wolfgang Haffner dr, comp, bl
- Martin Hafizi dr, comp
- Tim Hagans tp
- Finn Hauge vl, har
- Henry Hagemann ts, cl, arr, bl
- Axel Hagen git, arr
- Gerard Hagen p
- John Hagen sax
- Frank Haggerty git, bjo
- Eugen Hahn b
- Jürgen Hahn tp, cor
- Joe Haider p, comp, arr
- Noah Haidu p
- Klára Hajdu voc
- Al Haig p
- Frank Hailey p
- Kamil Hála p, arr, cond, comp
- Vlastimil Hála tp, arr, comp
- Marcin Hałat vl
- Randy Halberstadt p, comp
- Armen Halburian perc, dr
- Pat Halcox tp
- Tim Haldeman sax
- Yonadav Halevy dr
- Bill Halfacre kb
- Al Hall b
- Alan Hall dr
- Dana Hall dr
- Dexter Hall git
- Edmond Hall cl
- Herb Hall, cl, as
- Jared Hall tp
- Jim Hall git
- Minor 'Ram' Hall dr
- René Hall git
- Russell Hall kb
- Skip Hall p, org, arr
- Stuart Hall vl, git, b
- Tammy Lynne Hall p, org, comp
- Tubby Hall dr
- Bengt Hallberg p, org
- Morten Halle as, ts, comp, arr, cond
- Rich Halley sax, fl
- Lin Halliday ts
- Dick Halligan trb, org, p, fl, arr, comp, cond
- George Halliwell as
- Marvin Holladay bar, bcl
- Jimmy Halperin ts, ss
- Matthew Halpin ts, comp
- Matthew Halsall tp
- Tuva Halse vl, comp
- Eric Halvorson dr
- Mary Halvorson git, comp
- Frode Haltli acc
- Larry Ham p, org, arr
- Thies Hamacher p
- Jon Hamar kb
- Motohiko Hamase kb
- Tigran Hamasyan p
- André „Teddy“ Hameline as
- Ian Hamer tp
- Stu Hamer tp
- Andy Hamilton ts
- Bobby Hamilton dr, perc
- Chico Hamilton dr, bl
- Jimmy Hamilton cl, ts
- Joel Hamilton b
- John „Bugs“ Hamilton tp
- Ralph „Chuck“ Hamilton kb
- Scott Hamilton ts
- Karin Hammar tp, comp
- Mimmi Hammar tp
- Al Hamme ts, as, ss, fl, reeds
- Viola Hammer p, comp
- Arnold Hammerschlag tp
- Doug Hammond dr
- Curley Hamner dr, bl
- Gunter Hampel vib, bcl, fl
- Lionel Hampton vib, dr, bl, comp, cond
- Slide Hampton trb, tu, comp, cond
- Virtue Hampton Whitted kb, voc, p

## Han
- Connie Han p
- Adrian Hanack ts, bar, cl, fl
- Joe Hanchrow tu, kb
- Dave Hancock tp
- Herbie Hancock p, ep
- Les Handscombe trb
- Tori Handsley harp, p, comp
- Craig Handy ts, ss, as
- Katherine Handy voc, p
- William Christopher Handy comp, tp
- David Haney p
- Allen Hanlon git
- Jake Hanna dr
- Ken Hanna arr, trb
- Roland Hanna p, comp
- Marc Hannaford p
- Biff Hannon p, e-p, keyb, synth
- Kip Hanrahan arr, perc, voc
- Finn Otto Hansen tp
- Mads Hansen ts, fl
- Nicolai Land Hansen b
- Ole Jacob Hansen dr, perc
- Ole Kock Hansen p, comp, cond
- Ricardo Hansen bjo, bl
- Rudolf Hansen kb
- Mark Hanslip sax

## Haq – Har
- Fareed Haque git
- Dairiki Hara dr
- Nobuo Hara bl, ts
- Tomonao Hara tp
- Masanaga Harada kb
- Masashi Harada p, voc
- Tadayuki Harada bar
- Yoriyuki Harada p
- John Hardee ts
- Andy Harder p
- Lil Hardin Armstrong p
- Wilbur Harden tp, flh
- Herb Hardesty bs, ts
- Buster Harding p, arr
- Bill Hardman tp
- Otto 'Toby' Hardwick as
- Emmett Hardy tp
- Hagood Hardy vib, p
- Pierrick Hardy git, cl, comp
- Lorenz Hargassner sax
- Roy Hargrove tp
- Christopher Haritzer cl, bcl, voc, steirische Harmonika, comp
- Markus Harm as, ss, sax, fl, cl
- Joe Harnell p
- Rich Harney p
- Philipp Harnisch as, comp
- Arthur Harper kb
- Billy Harper ts, bl
- Richard Harper p
- Winard Harper dr, bl
- Tom Harrell tp
- Keno Harriehausen p, comp
- Janice Harrington voc
- John Harrington sax, cl
- Joe Harriott as
- Ace Harris p
- Albert Harris git, p, arr
- Arville Harris as, cl
- Barry Harris p
- Beaver Harris dr
- Bill Harris git
- Bill Harris trb
- Bruce Harris tp
- Craig Harris trb
- Little Benny Harris tp
- Bob Harris p
- Dickie Harris trb
- Eddie Harris ts, as, tp, p
- Gene Harris p
- Leroy Harris senior bjo, git
- Leroy Harris junior sax, cl
- Ratzo Harris kb
- Sam Harris p
- Savannah Harris dr
- Stefon Harris vibes, marimba
- Steve Harris dr
- Tommie Harris dr, voc
- Zacc Harris git
- Donald Harrison as, ss, bcl
- Joel Harrison git, voc
- Jimmy Harrison trb
- Keyon Harrold tp, arr, voc, comp
- Antonio Hart as
- Billy Hart dr
- Clyde Hart p
- Jim Hart vib, dr, comp
- Varty Hart sax
- Roy Harte dr
- Alfred Harth reeds, comp
- Royal Hartigan dr, perc
- Lis Harting voc, comp
- Anne Hartkamp voc
- Bill Hartman b-trb
- Johnny Hartman voc
- Gabi Hartmann voc, git, comp
- Hans Hartmann b
- Rainer Hartmann git
- Walter Hartmann ts, ss, p, arr, comp
- Julian Hartwell p
- Eddie Harvey p, trb
- Mark Harvey tp, comp, bl

## Has – Haz
- Curt Hasenpflug sax, ld, arr, comp
- Michael Hashim as, ss
- Ichiko Hashimoto p, voc, arr
- Sae Hashimoto vib
- Chris Haskins bg. kb, voc
- Taylor Haskins tp, keyb, arr, komp
- George Haslam bar, cl
- Rolf Häsler ts, ss, arr
- Sandro Häsler tp, flh
- Ulli Hasler tp
- Werner Hasler tp
- Jimmy Haslip b
- Stan Hasselgård cl
- Jon Hassell tp, comp
- Christian Hassenstein git
- Jimmy Hastings ts, as, fl, cl, bcl, bar, ss, alto-fl
- Lennie Hastings dr
- Lowell Hastings ts
- Jon Hatamiya trb
- Ike Hatch voc, bjo
- Gerrit Hatcher sax
- Brad Hatfield p
- Martin Hathaway as, fl, cl, p, arr, comp
- Kotaro Hattori p
- Leon Hattori p, comp
- Ryōichi Hattori bl, comp, arr
- Anton Hatwich kb
- Michel Hatzigeorgiou b, comp
- William Haubrich trb, comp
- Lars Andreas Haug tu, ss, tubmarine, comp
- Liv Andrea Hauge p, comp
- Kristian Hauger p, cond, comp
- Knut Haugsoen p, comp
- Frank Haunschild git
- Felix Hauptmann p
- Ali Haurand kb, bl
- Mathias Haus vib, p, comp
- Fritz Hauser dr
- Markus Hauser as, ss, ts, bars, cl, fl
- Manfred Hausleitner dr
- Antonia Hausmann tb, comp
- Natalie Hausmann sax
- Michel Hausser vib
- Franz Hautzinger tp
- Bob Havens trb
- Muriel Havenstein p
- Didier Havet tu, b-tb, comp
- Matt Haviland trb
- Ferdinand Havlík cl, as, bl
- Dickie Hawdon tp, flhn, t-hn, b, arr
- Hampton Hawes p
- Pat Hawes p
- Alexander Hawkins p, org
- Coleman Hawkins ts
- Erskine Ramsey Hawkins tp, bl
- Marshall Hawkins kb
- Johnny Hawksworth b, comp
- Takeharu Hayakawa kb
- Sachi Hayasaka as, ss
- Tadao Hayashi harp
- Marion Hayden kb
- Clancy Hayes bjo, voc, git, p, dr, perc
- Clifford Hayes vio
- Danny Hayes tp, flhn
- Edgar Junius Hayes p, bl
- Gerry Hayes vib, dr, p, voc
- Louis Hayes dr
- Tubby Hayes ts, vib
- Oli Hayhurst kb
- Herbie Haymer ts
- Max Haymer p
- Joe Haymes arr, bl, p
- Bobby Haynes kb
- Cyril Haynes p, arr
- Graham Haynes cor
- Justin Haynes git
- Phil Haynes dr
- Roy Haynes dr
- Stephen Haynes tp, cor
- Tony Haynes tbn, p, comp, cond
- Vahagn Hayrapetyan p, keyb, voc, comp
- Kevin Hays p
- Lance Hayward p
- Miho Hazama p, arr, comp, cond
- Shay Hazan kb, gimbri
- Monk Hazel dr
- Eddie Hazell git, voc
- Kevin Hazeltine p

## Hea – Hem
- James Charles Heard dr
- Geoff Hearn ts
- Jimmy Heath ts, ss, fl, as, comp, arr, cond
- Percy Heath kb
- Ted Heath bl, trb
- Tootie Heath dr
- Steve Heather dr
- Spike Heatley kb
- Klaudia Hebbelmann voc
- John Hébert, b, comp
- Stefan Heckel p, acc, comp
- Don Heckman, as, cl
- Dick Heckstall-Smith ts
- Robert Hedemann btrb, tu
- Sonya Hedenbratt voc
- Isak Hedtjärn cl, bcl, sax
- Peter Hedrich trb
- Mike Heffley trb
- Wolfgang Hefter p
- Neal Hefti tp, arr
- Tim Hegarty ts, ss, ar
- Eirik Hegdal sax, cl
- Øyvind Hegg-Lunde dr, perc, comp
- Agnes Heginger voc, comp
- Jakob Hegner dr, perc
- Ralph Heidel sax, p, syn, comp, arr
- Klaus Heidenreich trb
- Michael Heidepriem dr
- Lucas Heidepriem trb, p
- Thomas Heidepriem b
- Waldi Heidepriem p
- Peter Heidl fl, ts, as, cl, piccolo fl
- Lorenz Heigenhuber b
- Ole Heiland tb, p, acc, org, comp
- Nicola Hein git
- Bruno Heinen p, comp
- Mauretta Heinzelmann tp, vl, voc, comp
- Otto Hejnic dr
- Julius Heise vib, dr, perc, comp
- Frederik Heisler dr
- Duke Heitger tp
- Don Heitler p, org
- Armin Heitz git
- Thorsten Heitzmann trb, comp
- Gilad Hekselman git
- Sylvaine Hélary fl
- Otto Helbig arr, sax, vln
- Pablo Held p
- Mark Helias kb, b
- Jonas Hellborg b
- Simone Helle voc
- Eugène d’Hellemmes kb
- Ingmar Heller b
- Jakob Helling tp, comp, cond
- Alden Hellmuth as, comp
- Franz Hellmüller git, comp
- Bob Helm cl
- David Helm kb, eb, syn, comp
- Claudia Helmers as, bar, afl, fl, comp
- Thomas Helton kb
- Gerry Hemingway dr, perc, bl
- Marc Hemmeler p, org
- Flin van Hemmen dr, p
- Julius Hemphill as, ss
- Scad Hemphill tp
- Shelton Hemphill tp
- Nick Hempton as, ts

## Hen  – Hey
- Bill Henderson voc
- Bill Henderson p, keyb
- Chuck Henderson ss
- Fletcher Henderson p, bl
- Horace Henderson p, bl
- Joe Henderson ts, ss, fl
- Lauren Henderson voc
- Rosa Henderson voc
- Scott Henderson git
- Jon Hendricks voc
- Al Hendrickson git
- Ian Hendrickson-Smith reeds
- Alex Hendriksen ts, ss, fl
- Freddie Hendrix tp
- Nina de Heney kb
- Patrick Hengst dr
- Rob Henke tp, flhn
- Felix Henkelhausen kb
- Mark Hennen p
- Mike Hennessey p
- Benjamin Henocq dr, voc, comp, arr
- Bettina Henrich dr, voc, comp
- Børge Roger Henrichsen p, comp
- Arve Henriksen tp
- Carlos Henriquez kb
- Ashley Henry p, comp
- Charlie Henry trb
- Connie Henry kb
- Cory Henry org, p, arr, comp
- Ernie Henry as
- Haywood Henry as, bar, cl
- Shifty Henry kb, tp
- Aurora Hentunen p
- Tim Hepburn trb
- Wolfgang Hepting trb
- Patrice Héral dr, perc
- Greg Herbert sax, cl, fl
- Mort Herbert, b
- Peter Herbert b
- Baptiste Herbin as, ss, sax, arr, comp, valiha
- Peter Herbolzheimer bl, trb
- Peter Herborn bl, comp, arr
- Krzysztof Herdzin p, comp, arr
- Hugo Heredia ts, ss, fl
- Joey Heredia dr
- Manfred Hering as
- Maximilian Hering dr, comp
- Konstantin Herleinsberger ts, sax, cl, fl, comp
- Bonnie Herman voc
- Woody Herman cl, bl, as, ss
- Yaron Herman p, comp
- Andrea Hermenau p, voc, comp
- Caris Hermes b, comp
- Cristian Hernández Castellví git
- Cyril Hernandez perc
- John Herndon dr
- Jonas Herpichböhm perc, comp
- Tilman Herpichböhm dr, comp
- Vincent Herring as, ss, bl
- Johannes Herrlich trb
- Fred Hersch p, comp
- Nitai Hershkovits p
- Daniel Herskedal tu, comp, bl
- Daniel Hersog tp, arr
- Joe Hertenstein dr
- Milt Herth org
- Mike Herting p, arr
- Lilly-Ann Hertzman voc, harmonium, carrilon, comp
- Antoine Hervier p, org
- Conrad Herwig trb
- Monika Herzig p, comp
- Constantin Herzog kb, comp
- Florian Herzog kb, comp
- Günter „Duke“ Herzog tp, cond
- Konstantin Herzog kb
- Gale Hess vi
- Herbie Hess cl, p, sax
- Jacques B. Hess b
- Martin Hess b
- Mikkel Hess dr, comp
- Nikolaj Hess p, comp, arr
- Peter Hess reeds
- Julian Hesse tp, flh, comp
- Ralf Hesse tp, arr
- Scott Hesse git
- Paul Hession dr, perc
- Volker Heuken vib, comp
- Rainer Heute bar, ts, as, cl, fl
- Michael Heupel fl
- Lukas Heuss as, cl, bar
- Eddie Heywood jr. p

## Hi – Hn
- Edward Wakili-Hick dr, comp
- John Hicks p
- Pentti Hietanen p, ep, org
- Rikiya Higashihara dr
- J. C. Higginbotham trb
- Chris Higginbotton dr
- Billy Higgins dr
- Eddie Higgins p
- Lottie Hightower p
- Willie Hightower cor, tp
- Wiek Hijmans git
- Andrew Hilaire dr
- Gregor Hilbe dr, perc
- Maike Hilbig kb
- Shaunette Hildabrand voc
- Dave Hildinger p, vib, perc, arr, cond
- Alex Hill p, arr
- Andrew Hill p, comp
- Back Hill ts
- Calvin Hill kb
- Berta 'Chippie' Hill voc
- Ernest Hill b
- Marquis Hill tp, flh
- Phil Hill p
- Scott Hill trb
- Theo Hill p
- Tyrone Hill trb
- Art Hillery p
- Christoph Hillmann dr, perc
- Lisa Hilton p
- Heiko Himmighoffen dr, perc
- Poul Hindberg as, cl
- Earl 'Father' Hines p, bl
- Kenny Hing ts
- Motohiko Hino dr
- Terumasa Hino tp, cor
- Milt Hinton b
- Chris Hinze fl
- Jutta Hipp p
- Makiko Hirabayashi p
- Art Hirahara p
- Makoto Hirahara as, bar
- Seiji Hiraoka vib, arr
- Maximilian Hirning kb, bg, comp
- Godfrey Hirsch dr, vib, p
- Manfred Hirschbach p
- Jeff Hirshfield dr
- Chris Hirson ss
- Al Hirt
- Ringo Hirth dr
- Alex Hitchcock ts
- Jack Hitchcock trb, vib
- Ken Hitchcock reeds
- Les Hite as, bl
- Dick Hixon b-trb
- Miho Hazama cond, arr, comp
- Magnus Hjorth p, comp
- Louis Hjulmand vib, comp
- Arthur Hnatek dr, comp

## Ho – Hom
- Fred Ho bl, bar
- Antonin-Tri Hoang cl, bcl, as, comp
- Jim Hobbs as
- Laurence Hobgood p, arr
- Reuben Hoch dr, comp
- Karsten Hochapfel git, clo, comp
- Maximilian Höcherl voc, frh, arr, comp
- Philip Hochstrate p, key, arr, comp
- Paul Hock git
- Dávid Hodek dr
- Art Hodes p
- Frederick Hodges p
- Johnny Hodges as
- Chris Hodgkins tp
- Allan Hodgkiss git
- Paul Höchstädter dr
- Mathias Höderath keyb, arr, comp
- Ernst Höllerhagen as
- Charly Höllering cl, ts
- Ari Hoenig dr
- Florian Höfner p, comp
- Heinz Hönig ts, fl, cl
- Roland Höppner dr
- Johan Hörlén as, cl, comp
- Christine Hörmann bar, fl, reeds
- Fabienne Hoerni ss, ts
- Heinz Hötter p, comp, bl
- Eric Hofbauer git
- Lisa Hofmaninger ss, bcl, comp
- Devin Hoff kb
- Jan Gunnar Hoff p, comp
- Alex Hoffman ts
- Amos Hoffman git
- Jeannie Hoffman voc, p, comp
- Hajo Hoffmann vl, mando
- Ingfried Hoffmann org, p, keyb, arr, comp
- Tobias Hoffmann git, comp
- Tobias Hoffmann ts, ss, comp, cond
- Holly Hofmann fl
- Shirley Anne Hofmann tb, tu, flh, key, acc, voc, euphonium, sousaphon, comp
- Jonathan Hofmeister p, comp
- Bendik Hofseth sax
- Jay Hoggard vib
- Bobby Hoggart b
- Maarten Hogenhuis as, ts
- Jasper Høiby b
- Mathias Højgaard Jensen b
- Hamilton de Holanda mandoline, comp
- Allan Holdsworth git, comp
- Sigurd Hole kb
- Billie Holiday voc
- Clarence Holiday git
- Anthony Holland sax, cl
- Dave Holland kb, eb, comp
- Peanuts Holland tp
- Rick Hollander dr
- John Hollenbeck dr, perc, comp
- Pat Hollenbeck dr, arr
- Major Holley kb, voc
- Fraser Hollins kb, comp
- Oleg Hollmann bar
- Kenneth Hollon sax
- Laurie Holloway p, arr, comp, cond
- Red Holloway as, ts, vo
- Ron Holloway ts
- Christopher Hollyday as
- Klaus Ellerhusen Holm bar, as, cl, bcl
- Vanja Holm dr, comp
- Bill Holman arr, ts
- Matt Holman tp, flhn, comp
- Tee Holman dr
- Carlton Holmes p
- Ben Holmes tp
- Carlton Holmes p
- Marty Holmes sax, arr
- Odetta Holmes voc, git
- Patrick Holmes cl
- Tcheser Holmes dr, perc, comp
- Per Åke Holmlander tu
- Olle Holmquist tb, tu
- Gilbert Holmström ts, ss, as, comp
- John Holmström p, syn, comp
- Eduard Holnthaner tp, arr, comp, cond
- Mike Holober p, arr, comp
- Corcoran Holt kb
- Steve Holt p, comp
- Redd Holt dr, bl
- Kurt Holzkämper b
- Willem von Hombracht b
- Carlos Homs p

## Hon – Ht
- Eizō Honda kb
- Takehiro Honda p, keyb
- Tamaya Honda dr
- Toshiyuki Honda sax
- Ged Hone tp, cor, git, p, voc
- Sun-Mi Hong dr
- Yuri Honing ts
- erik Honoré keyb, synth
- Gideon Honoré p
- Tristan Honsinger clo
- Al Hood p
- Ernie Hood git
- Oscar Jan Hoogland p
- William Hooker dr
- Steve Hooks bar, ts, as, p, comp
- Louis Hooper p
- Maartje ten Hoorn vl
- Elmo Hope p
- Stan Hope p
- Adam Hopkins kb
- Chris Hopkins p, as
- Claude Hopkins p, bl
- Duncan Hopkins kb, e-b
- Lisa Hoppe kb, comp
- Jimmy Hopps dr
- Gaël Horellou as, ss, bar, comp
- Steve Horenstein sax, fl
- Glenn Horiuchi p
- David Horler trb, comp, arr, dir
- John Horler p
- Jazzmeia Horn voc
- Paul Horn fl, ss, comp
- Sandra Horn tp, comp
- Shirley Horn p, voc
- Alphonso Horne tp
- Lena Horne voc
- Lindsey Horner kb
- Tim Horner dr, comp
- Julia Hornung b
- Ludwig Hornung p, e-p
- David Horowitz p, e-p, keyb, syn
- Maurice Horsthuis viola, comp
- Toninho Horta git
- Peter Horten git, voc
- Brian Horton ss, ts
- Pug Horton voc
- Ron Horton tp, flh
- József Barcza Horváth kb, comp
- Kornél Horváth perc
- Bill Horvitz git
- Wayne Horvitz p, keyb
- Ayako Hosokawa voc
- Munir Hossn b, arr, comp
- Joe Hostetter  tp, voc
- Johnny Hot p, arr
- Steve Houben as, ss, fl
- François Houle cl, ss
- Doc Houlind tp, dr, p, voc
- Andreas Hourdakis git, comp
- Diallo House kb
- Eddy House cl, sax
- Clint Houston kb
- Tate Houston bar, ts
- Luc Houtkamp ts, ss
- Frans van der Hoeven kb, comp
- Bob Howard voc, p
- Darnell Howard cl
- Ed Howard kb
- Earl Howard sax
- Kid Howard tp
- Noah Howard as
- Norman Howard tp, comp
- Paul Howard sax, cl, bl
- Bert Howell vln, uke
- Christian Howes, vl, comp
- Richard Howell sax, voc, arr, comp
- Dominik Hoyer dr, comp
- Arthur Hoyle tp, flhn, cor
- Litschie Hrdlicka b
- Marta Hristea voc, comp

## Hu – Hz
- Dave Hubbard ts, fl
- Freddie Hubbard tp
- Eddie Hubble, trb
- Arne Huber kb, comp
- Christoph Huber ts
- Corinne Nora Huber voc, comp, git, p, cel, b
- Felix Huber p, comp
- Pirmin Huber b, comp
- Raphael Huber ts, ss, cl, fl, arr, comp
- Sonja Huber vib, marimba, comp
- Mayo Hubert git
- Samuel Hubert kb
- Diane Hubka git, voc
- Régis Huby vl, comp, arr
- Peanuts Hucko cl
- George Hudson tp, bl
- Lee Hudson kb
- Gregor Hübner vl, p
- Veit Hübner kb
- Julia Hülsmann p
- Henry Huff sax, harp
- Thomas Hufschmidt p, keyb, comp
- Armand Hug p
- Roland Hug tp
- Bill Hughes trb
- John Hughes kb, comp
- Luther Hughes kb, e-b
- Ronnie Hughes tp
- Spike Hughes b, arr
- Jim Hughart kb
- Leonhard Huhn sax, cl
- Jori Huhtala kb, comp
- Sanne Huijbregts voc, vib, xylosynth, comp
- Ilse Huizinga voc
- Heinrich Huke tp
- Kirsti Huke voc
- Luděk Hulan kb, comp
- Alf Hulbækmo p
- Hans Hulbækmo dr, perc, vib, comp
- Bernard Hulin tp
- Torbjörn Hultcrantz kb
- Daniel Humair dr
- Derek Humble as
- Paul Humphrey dr
- Percy Humphrey tp
- Willie Humphrey cl
- Frank Humphries  tp, voc
- Lex Humphries dr, perc
- Roger Humphries dr
- Gerhard Hund tb
- Bernard Hunnekink tb, tu, comp
- Joe Hunt dr
- Nimrod Hunt dr
- Pee Wee Hunt trb
- Steve Hunt p
- Steve Hunt dr
- Alberta Hunter voc
- Andy Hunter trb
- Charlie Hunter git
- Chris Hunter as
- Kerry „Fatman“ Hunter dr
- Lurlean Hunter voc
- McClenty Hunter dr
- Stafford Hunter trb, voc
- Bill Huntington bjo, git, kb, sax
- Pit Hupperten git, voc
- Agi Huppertsberg p
- Lindy Huppertsberg kb, voc, bl
- Heinz Huppertz viol, p, cond
- Clyde Hurley, tp
- Robert Hurst kb
- James Hurt p, keyb
- Per Husby p, comp, bl
- Gerd Husemann ts, fl
- Emmanuel Hussenot c
- Clarence Behrens Hutchenrider cl
- Bobby Hutcherson vib, comp
- Shabaka Hutchings ts, comp
- Jiver Hutchinson, tr
- Olivier Hutman p, bl
- Joan Hutton as, bcl
- Jan Huydts p, keyb, syn, comp
- Jason Hwang viol
- Marjorie Hyams vib
- Dick „Slyde“ Hyde trb, tub, or, tp, sax, flflh, bhn
- Susi Hyldgaard voc
- Jack Hylton bl
- Sam Hylton p, key, synt, comp
- Dick Hyman p, org, voc
- Tony Hymas p, keyb, syn, comp
- Antti Hytti b